# Kenneth Good
Kenneth Good ou Ken Good (nascido em 4 de setembro de 1942) é um antropólogo norte-americano, mais conhecido por seu trabalho entre os ianomâmis e o relato de suas experiências vivendo entre eles, o livro Into the Heart: One Man’s Pursuit of Love and Knowledge Among the Yanomami ("Rumo ao coração: a busca de um homem por amor e conhecimento entre os ianomâmis"), escrito com David Chanoff.
Enquanto pesquisava e morava com a tribo na Venezuela, próximo à fronteira com o Brasil, Good recebeu como esposa uma jovem ianomâmi, Yarima, que posteriormente emigraria para os Estados Unidos com ele.
Seus três filhos foram criados nos Estados Unidos, mas Yarima, que achou muito difícil se adaptar à vida nos EUA, retornou a sua aldeia quando as crianças ainda eram pequenas.
Good apareceu no filme Secrets of the Tribe ("Segredos da Tribo"), que documentou seu trabalho com os ianomâmis.

## Vida pessoal
Good estudou antropologia na Universidade Estadual da Pensilvânia. Seus estudos de pós-graduação foram realizados principalmente sob a orientação de William T. Sanders (mestrado) e de Marvin Harris (doutorado). Outros membros de sua banca de defesa da tese doutoural foram Charles Wagley,  aclamado sul-americanista, e Robert Carneiro, curador aposentado do Museu Americano de História Natural.
Depois de vários anos na Venezuela, Good retornou aos Estados Unidos para se unir ao projeto de Napoleon Chagnon e iniciou seus estudos de campo dos ianomâmis em 1975. Ele estabeleceu boas relações com a tribo e aprendeu a sua língua.
Em 1978, enquanto fazia pesquisa de campo para o Instituto Max Planck de Munique, Good recebeu Yarima como esposa, oferecida por seu irmão, o chefe da aldeia. Ele a aceitou seguindo os costumes locais. Seguindo a tradição ianomâmi, Yarima foi prometida a ele quando tinha cerca de 9 anos de idade. Os dois começaram a viver perto um do outro e consumaram o casamento quando ele tinha 41 anos e ela cerca de 14 anos, como é típico na cultura ianomâmi.
No entanto, como o povo ianomâmi não registra idades além dos dois primeiros anos, isso dificultou a determinação da idade exata de Yarima na consumação do casamento. Good a estimou como sendo de entre 15 e 16 anos, o que, na sociedade ianomâmi, corresponde a uma mulher adulta.
Os dois viviam como os demais, na oca da tribo, e Good esteve indo e vindo de Caracas durante um ano. Mais tarde, Yarima viajaria com ele para os Estados Unidos, onde viveria por vários anos em Gainesville, antes de decidir voltar para sua tribo.
Os dois têm dois filhos (David e Daniel) e uma filha (Vanessa), todos criados nos Estados Unidos, embora Vanessa tenha nascido na aldeia de sua mãe. Também têm cinco netos (os meninos Daniel e Kaleb e as meninas Elena, Naomi e Emma).
Em 2011, seu filho mais velho, David, voltou à Amazônia para visitar a mãe e mais tarde fundou uma organização sem fins lucrativos chamada The Good Project, dedicada a ajudar a apoiar o futuro do povo ianomâmi.